# Volodymyr Kuc
Volodymyr Petrovyč Kuc (ukrajinsky: Володимир Петрович Куц; rusky: Владимир Петрович Куц, Vladimir Petrovič Kuc, 7. února 1927 Aleksino – 16. srpna 1975 Moskva) byl sovětský atlet, běžec na dlouhé tratě, olympijský vítěz a mistr Evropy v běhu na 5 000 metrů a olympijský vítěz v běhu na 10 000 metrů.

## Sportovní začátky
Jako sedmnáctiletý dobrovolník během války bojoval v Rudé armádě. Po skončení druhé světové války začal sloužit na lodích baltického námořnictva. Během služby přibral, ve 20 letech měřil 172 cm a vážil 84 kg. Nejdříve zkoušel běhat na lyžích, k atletice se dostal v květnu 1948. V roce 1950 (ve 23 letech) zaběhl 5 000 metrů za 15:34,8. Za další dva roky se zlepšil o více než minutu na 14:32,2. Poprvé v zahraničí (na Světovém festivalu mládeže v Rumunsku) závodil v roce 1953. Na soupeře při závodě na 5 000 metrů zkusil svoji obvyklou taktiku, vystartoval rychlým tempem. Teprve těsně před cílem ho jako jediný dohonil a těsně porazil (poprvé a naposled) Emil Zátopek.

## Mezinárodní úspěchy
Jeho prvním mezinárodním úspěchem bylo nečekané vítězství v běhu na 5 000 metrů při Mistrovství Evropy v roce 1954, kde porazil jak Emila Zátopka, tak i Angličana Christophera Chatawaye a vytvořil světový rekord 13:56,6. V následujících měsících doznal tento světový rekord řadu změn. Kromě Kuce se na jeho zlepšení podíleli Chataway i Maďar Sándor Iharos. Během tří let se podařilo Kucovi zlepšit světový rekord v této disciplíně o 22 sekund. V roce 1957 vylepšil světový rekord v běhu na 5 000 metrů na 13:35,0. Ten byl překonán až v roce 1965.

## Dvojnásobný olympijský vítěz
V roce 1956 vytvořil světový rekord v běhu na 10 000 metrů časem 28:30,4, který vydržel následující čtyři roky. Během olympiády v Melbourne v roce 1956 s výrazným náskokem zvítězil v bězích na 5 i 10 kilometrů.
Při běhu na 10 000 metrů šel Kuc jako obvykle po startu hned do čela, následován Angličanem Gordonem Piriem. Kuc se mu snažil vzdálit prudkým střídáním tempa, to však nemělo účinek až do 9. kilometru. Tehdy Gordon Pirie nereagoval na Kucovo zrychlení a nakonec skončil až osmý. O pět dní později se uskutečnilo finále běhu na 5 000 metrů. V něm Kuc zvítězil způsobem start – cíl.

## Zdravotní problémy, konec kariéry a smrt
V roce 1957 se objevily první příznaky žaludeční choroby, o rok později se jeho stav zhoršil tak, že nemohl trénovat vůbec. Jeho posledním závodem bylo mistrovství SSSR v roce 1959, kde skončil sedmý v běhu na 5 000 metrů časem 14:12,2.
Po skončení sportovní kariéry se stal trenérem sovětských běžců. Začal mít problémy s přibývající váhou, zemřel v 48 letech na infarkt.